# Juribei (Jamal)
Der Juribei (russisch Юрибе́й; historisch auch Mutnaja) ist ein 340 km langer Zufluss der Karasee auf der Jamal-Halbinsel im nordwestlichen Sibirien (Russland). Er ist nicht zu verwechseln mit einem weiteren Juribei genannten Zufluss der Karasee auf der Gydan-Halbinsel.

## Verlauf
Der Juribei entsteht beim Dorf Tarkossale im südöstlichen Teil der Jamal-Halbinsel aus Rechtem Juribei (Prawy Juribei) und Linkem Juribei (Lewy Juribei). Der Rechte Juribei entfließt etwa 40 Kilometer Luftlinie südlich des Zusammenflusses dem See Jarato Perwoje (auch Jarroto Perwoje oder Jarroto 1-je; „Erster Jarato“). Der etwas größere Linke Juribei entfließt dem westlicher gelegenen See Jarato Wtoroje (auch Jarroto Wtoroje oder Jarroto 2-je; „Zweiter Jarato“) mit den Hauptzuflüssen Warngejacha, Jurjacha und Chassuingynessjo, der vom Jarato Perwoje durch eine nur knapp vier Kilometer breite Landbrücke getrennt ist.
Der Juribei durchfließt stark mäandrierend in einer breiten, sumpfigen und seenreichen Talaue die Tundralandschaft der Halbinsel Jamal zunächst in nördlicher bis nordwestlicher, dann in westlicher Richtung. Er mündet schließlich knapp 15 Kilometer westlich des Dorfes Ust-Juribei in die Juribeibucht im Südosten der Baidaratabucht (Baidarazkaja Guba), die das südliche Ende der Karasee darstellt, eines Randmeers des Arktischen Ozeans. In Mündungsnähe ist der Juribei bis etwa 300 Meter breit und mehr als drei Meter tief; seine Fließgeschwindigkeit beträgt 0,4 m/s.
Die bedeutendsten Nebenflüsse des Juribei sind der dem See Sochonto entfließende Sochontossjo von rechts und die Chutyjacha von links. Unmittelbar rechts (nördlich) des Juribei münden Junjacha, mit der der Juribei bereits im Unterlauf über einige Arme verbunden ist, und Jassaweijacha in die Juribeibucht.

## Hydrologie
Das Einzugsgebiet des Flusses umfasst 9740 km². Er friert von Oktober bis Juni zu und führt während der Schneeschmelze im Juni bis Juli Hochwasser.
Der Unterlauf des Flusses steht unter Gezeiteneinfluss.

## Wirtschaft und Infrastruktur
Mittel- und Unterlauf des Juribei sind schiffbar. Der Fluss wird jedoch bisher nicht als Binnenwasserstraße genutzt.
Das vom Juribei durchflossene Gebiet ist sehr dünn besiedelt, hauptsächlich von nomadisierenden Nenzen. Die Bevölkerungsdichte des durchflossenen Rajons Jamalski beträgt nur 0,1 Einwohner/km². Neben den kleinen Dörfern Tarkossale und Ust-Juribei, die der Verwaltung der Siedlung Nowy Port am Obbusen unterstellt sind, gibt es keine weiteren Ortschaften am Fluss. Dementsprechend fehlte bislang fast jegliche Verkehrsinfrastruktur. Seit 2010 kreuzt jedoch die im Rahmen der Erschließung der Erdöl- und Erdgaslagerstätten Jamals durch Gazprom errichtete Bahnstrecke Obskaja–Karskaja den Fluss etwa 50 Kilometer oberhalb der Mündung. Die 3893 Meter lange Juribei-Brücke wurde am 24. September 2010 als längste Brücke jenseits des Polarkreises eröffnet. Auch im Einzugsgebiet des Juribei wurden Lagerstätten entdeckt, beispielsweise Ust-Juribeiskoje.
Im 17. Jahrhundert war der Juribei Teil der Handelsroute zwischen dem Norden des europäischen Russlands und Mangaseja in Nordwestsibirien. Der russische Name des Flusses in dieser Zeit war Mutnaja (wörtlich „Trüber Fluss“).